# クルパン
クルパン（朝鮮語: 꿀빵、英語: Kkulppang）とは、大韓民国のパンである。蜜パンや蜂蜜パンとしても知られている。クルパンは甘い小豆餡が詰まった蜜が掛けられた甘いパンである。慶尚南道統営市で作られるより柔らかくフワフワしたクルパンは統営クルパンと呼ばれ、地元の特産品となっている。隣接する晋州市ではよりサクサクした晋州クルパンが地元の特産品として売られている。朝鮮戦争の休戦直後から、統営の多くのベーカリーでクルパンが売られていた。統営の温暖な気候にもかかわらず、長期間保存できることから、沿岸部で働く漁師や造船所の労働者たちはクルパンを単に食事やおやつとして食べていた。

## 歴史
クルパンは1963年に鄭元碩（朝鮮語: 정원석、英語: Jeong Won-seok）が統営市皇南洞の自宅前の屋台で初めて製造・販売を行った。戦後の貧困が深刻だった1960年代初頭、クルパンは配給された小麦粉から作られていた。

## 作り方
ふるいにかけた小麦粉を鶏卵と混ぜたものをこねて生地を作る。次に、生地を小さなボール状に丸めて中に甘い小豆餡を詰めて、植物油で揚げて、揚げたパンにシロップをかけて煎ったゴマをまぶす。

## 種類
統営クルパンのフィリングは一般的には小豆餡だが、他にサツマイモ、クリ、ユズ、緑茶が使われることもある。

## ギャラリー

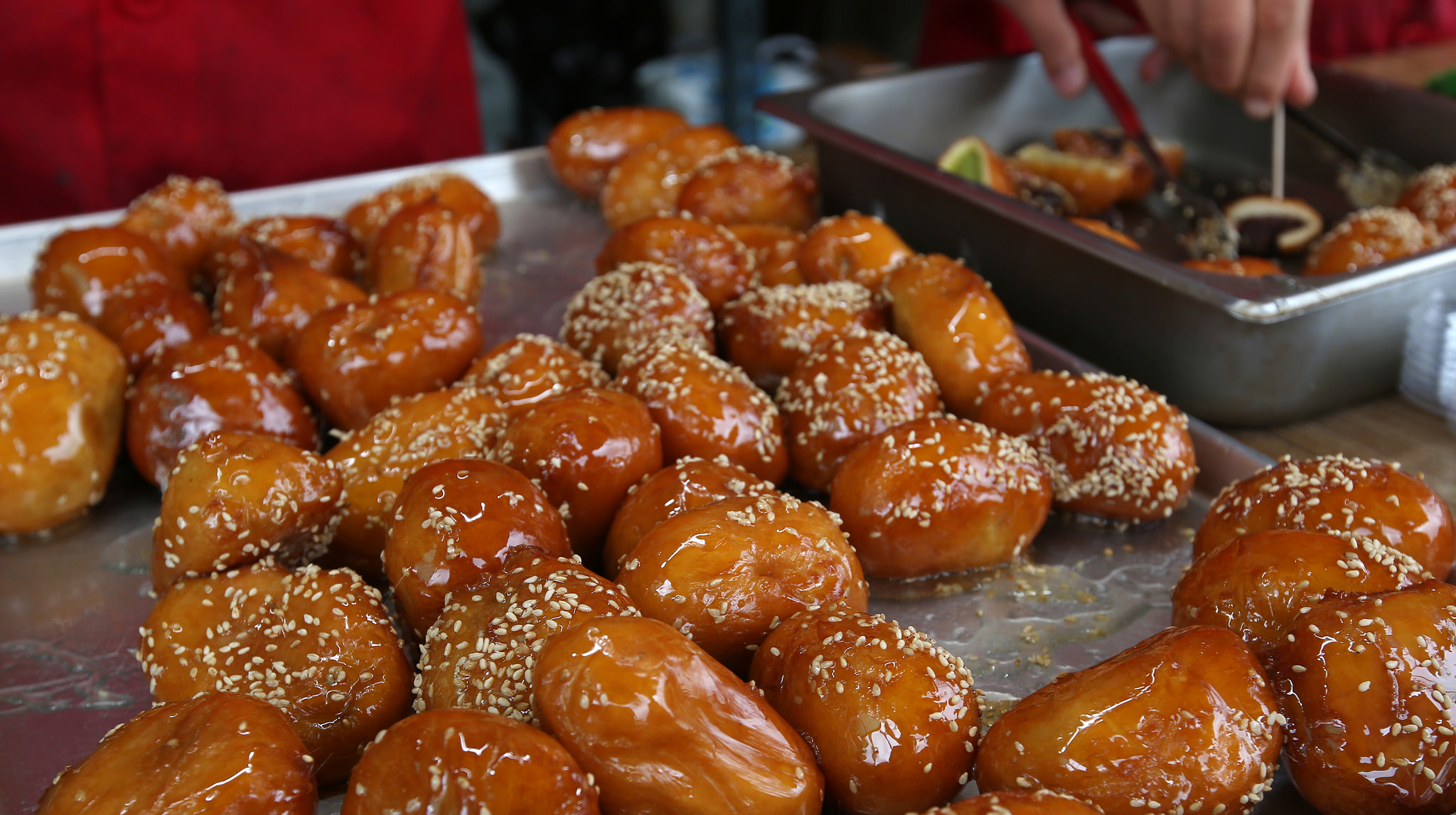
店頭で販売中の統営クルパン
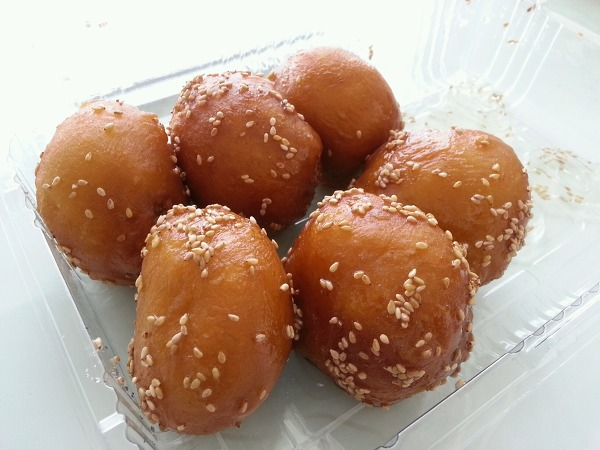
包装された統営クルパン
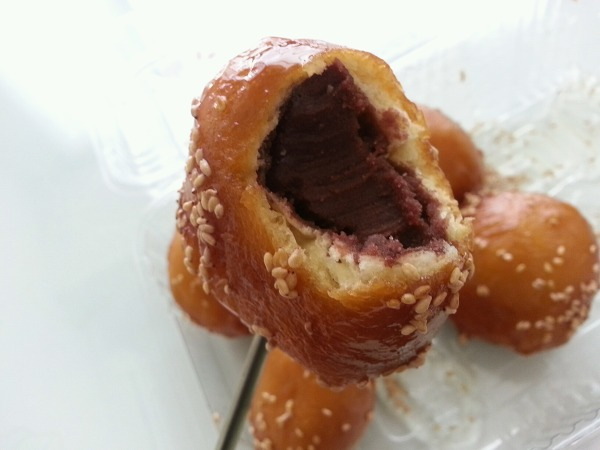
小豆餡が詰められた統営クルパン